# ヴァンデルレイ・マルティンス・ペソア
ヴァンデルレイ・マルティンス・ペソア（Wanderley Martins Pessoa, 1964年3月16日 - ）は、ブラジル出身のサッカー指導者。

## 来歴
1993年に指導者のキャリアをスタートさせ、ブラジルや韓国の各クラブでフィジカルコーチを歴任。2008年から2年間は韓国代表のフィジカルコーチを務めた。
2017年より、日本のアルビレックス新潟のフィジカルコーチに就任した。

## 指導歴
- 1993年  アンドラジーニャFC（ポルトガル語版）
- 1994年  トゥパFC（ポルトガル語版）
- 1995年  トレドFC
- 1996年  ウニオン・サンジョアンEC
- 1997年  アプカラナAC（ポルトガル語版）
- 1997年 - 1998年  ロンドリーナEC
- 1998年 - 2002年  マリーリアAC
- 2003年 - 2004年  安養LGチータース / FCソウル
- 2005年  ウニオン・サンジョアンEC
- 2006年  ECサント・アンドレ
- 2006年  ADAPガロ・マリンガFC（ポルトガル語版）
- 2007年  済州ユナイテッドFC
- 2008年 - 2009年  サッカー大韓民国代表
- 2010年 - 2011年  大田シチズン
- 2012年 - 2014年  仁川ユナイテッドFC
- 2015年 - 2016年  水原三星ブルーウィングス
- 2017年 -  アルビレックス新潟 フィジカルコーチ